# Milanos spårväg

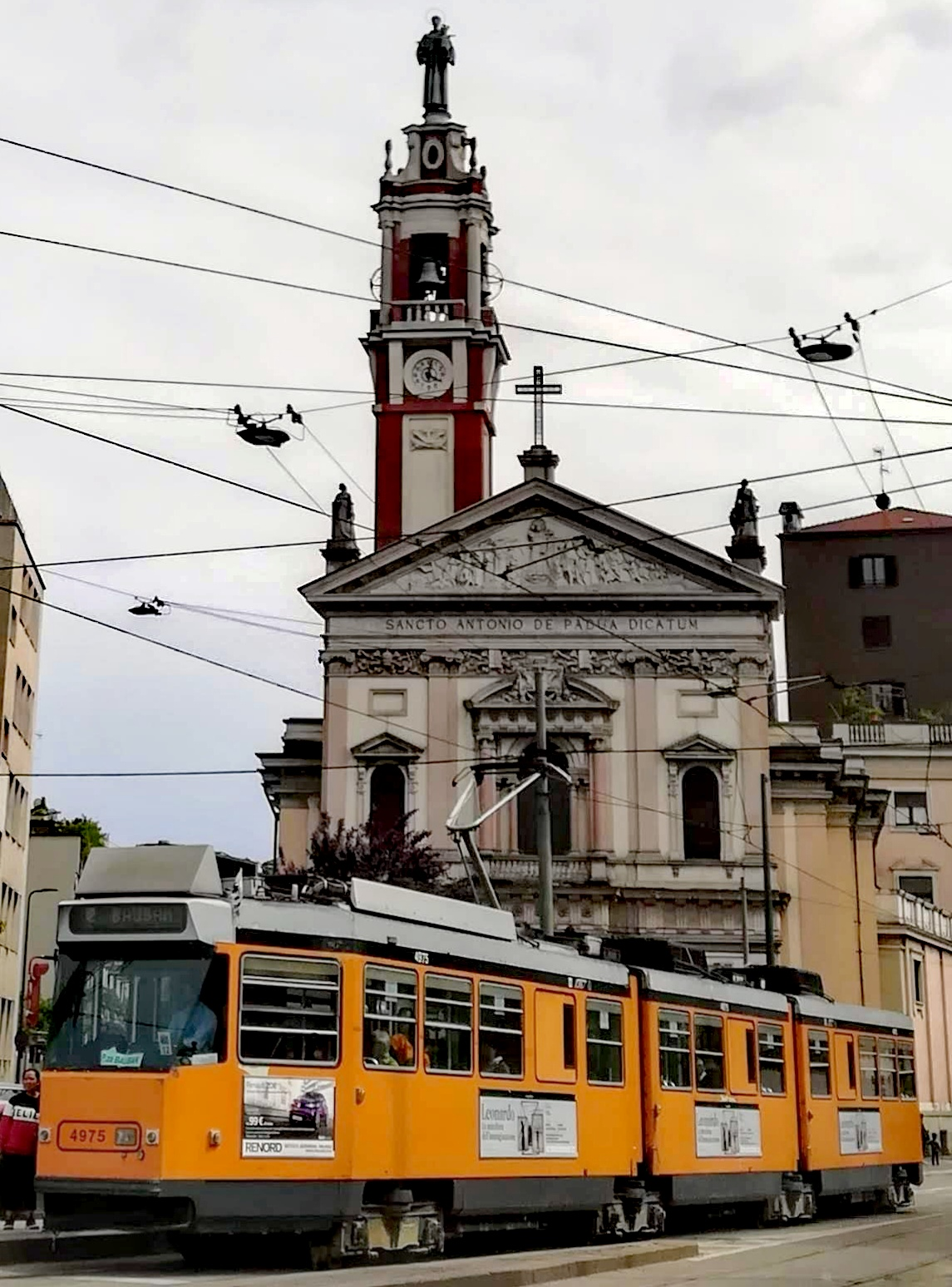
En spårvagn på linje 2.

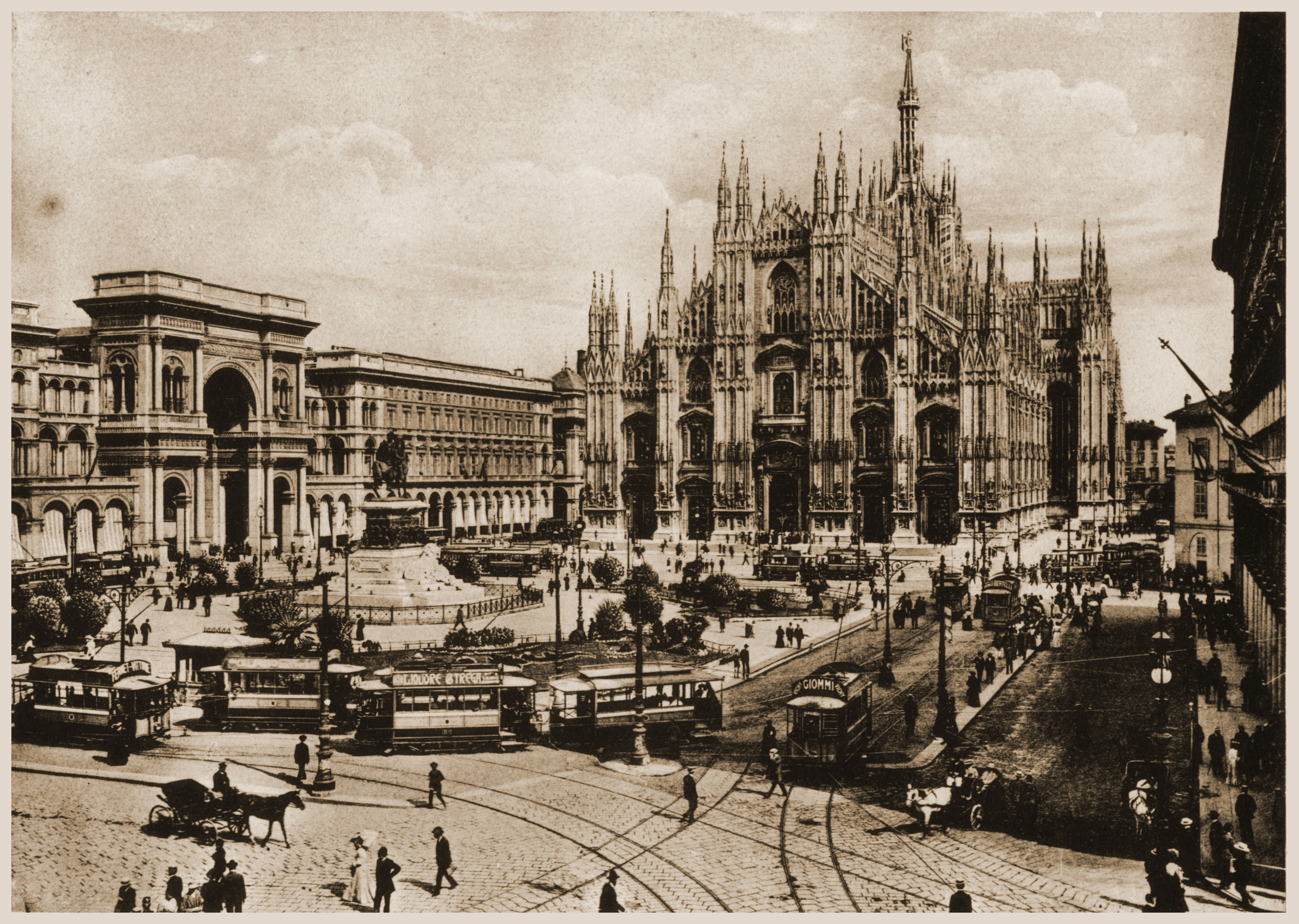
Spårvagnar på Piazza del Duomo.

Milanos spårväg (italienska: Rete tranviaria di Milano) är en viktig del av kollektivtrafiken i centrala Milano (Italien) samt förorter. Spårvagnarna är ett välkänt inslag i stadsbilden. Redan år 1876 sattes de första spårvagnarna i trafik och idag finns det sammanlagt 17 spårvägslinjer som går på en sammanlagd spårvägssträcka av 180,3 km.
1893 öppnade den första elektriska spårvägen som hade konstruerats av Milano-baserade Edison. Bolaget drev även trafiken och öppnandet av nya linjer fram tills att koncessionen gick ut 1917. Den kommunala förvaltningen tog då över verksamheten. 
ATM:s spårvagnstyp 1500 sattes i trafik 1928 och har sedan dess präglat stadsbilden i Milano. De är, jämte de äldsta vagnarna i Lissabons spårväg, de äldsta i reguljär trafik gående spårvägsvagnarna i Europa. Numera körs de på linjer med mindre antal passagerare.

## Spårvägslinjer
- 1 Greco (Rovereto) - Roserio (Ospedale Luigi Sacco)
- 2 Piazza Bausan - Piazzale Negrelli
- 3 Gratosoglio - Duomo M1 M3
- 4 Niguarda (Parco Nord) - Piazza Castello (Cairoli M1)
- 5 Ortica - Ospedale Maggiore (Niguarda)
- 7 Anassagora - Piazzale Lagosta
- 9 Porta Genova FS M2 - Centrale FS M2 M5
- 10 Viale Lunigiana - Piazza XXIV Maggio
- 12 Roserio (Ospedale Luigi Sacco) - Viale Molise
- 14 Piazzale Cimitero Maggiore - Lorenteggio
- 15 Rozzano (Via Guido Rossa) - Duomo M1 M3
- 16 Via Monte Velino - San Siro Stadio M5
- 19 Piazza Castelli - Lambrate FS M2
- 24 Vigentino - Piazza Fontana
- 27 Piazza Fontana - Viale Ungheria
- 31 Cinisello Balsamo (Via I Maggio) - Bicocca M5
- 33 Rimembranze di Lambrate - Piazzale Lagosta